# Élections municipales moldaves de 2019
Les élections municipales moldaves de 2019 ont lieu le 20 octobre 2019 en Moldavie. Un second tour a lieu le 3 novembre suivant, notamment dans la capitale Chisinau.

## Contexte
Ces élections sont les premières depuis la crise constitutionnelle de juin 2019 ayant conduit à une alternance politique au niveau national. La Moldavie est depuis dirigée par un gouvernement de coalition réunissant le Parti des socialistes et le Bloc électoral ACUM avec Maia Sandu pour première ministre. Les deux partenaires de coalition sont donnés favoris pour ces municipales, en particulier le parti des socialistes,.

## Mode de scrutin
Les postes de 898 maires sont à pourvoir pour un mandat de quatre ans. Pour que le scrutin soit validé dans les circonscriptions concernées, le quorum de 25 % de participation doit être atteint. À défaut, le scrutin y est recommencé.

## Résultats
518 maires sont élus dès le premier tour, pour lequel le Parti des socialistes arrive en tête. Un second tour est organisé le 3 novembre dans les municipalités restantes, dont notamment la capitale Chisinau. Une victoire des socialistes - habituellement davantage présents au sein du monde rural - dans la capitale moldave, bastion des forces pro-européennes, constituerait une première depuis l'indépendance, et marquerait une défaite notable pour l'alliance ACUM
Le parti démocrate connait un fort recul, en faveur de la coalition ACUM et surtout des socialistes, qui remportent notamment la capitale Chișinău où Ion Ceban l'emporte au second tour par 52,39 % des voix contre le candidat de l'ACUM Andrei Năstase,.